# Abdullah Abdullah
Pour les articles homonymes, voir Abdullah.
Ne doit pas être confondu avec Abdullah Ahmed Abdullah.
Abdullah Abdullah (en persan : عبدالله عبدالله), né le 5 septembre 1960 à Kaboul, est un homme d'État afghan.
Bras droit du commandant Massoud dans la lutte contre les Soviétiques, il est ministre des Affaires étrangères de 2001 à 2005, sous la présidence d’Hamid Karzai.
Il se présente à l'élection présidentielle de 2009, puis à celle de 2014. Donné battu au second tour de cette dernière par Ashraf Ghani, il refuse de reconnaître les résultats officiels : après trois mois de crise post-électorale, il accepte un accord pour former un gouvernement d'union nationale, devenant chef de l'exécutif.
Les résultats officiels le donnent à nouveau battu par Ashraf Ghani à l’issue de l’élection présidentielle de 2019. Alors qu’il contestait une nouvelle fois sa défaite, sa fonction de chef de l’exécutif est supprimée et il devient président du Haut Conseil pour la réconciliation nationale, conduisant la délégation afghane dans les pourparlers de paix avec les talibans.
En août 2021, après le départ en exil d’Ashraf Ghani et le rétablissement de l'émirat islamique d'Afghanistan, dirigé par les talibans, il forme avec l’ancien président Karzai un conseil de coordination, chargé d’assurer un « transfert pacifique » du pouvoir.

## Biographie

### Origines
Abdullah Abdullah est né d'une mère tadjik et d'un père pachtoune, haut fonctionnaire dans la région de Kandahar et nommé sénateur par le dernier shah afghan, Mohammad Zaher.

### Guerres contre les Soviétiques puis les talibans
Abdullah Abdullah finit ses études de médecine à l'université de Kaboul en 1983, et exerce dans la capitale, en tant qu'ophtalmologue jusqu'en 1985. À cette date, il s'exile à Peshawar (Pakistan), où il travailla dans un hôpital pour les réfugiés afghans. En septembre 1985, il devient chef de la section santé du Front de résistance du Panshir, dans lequel s'illustra le commandant Massoud. Parlant couramment anglais et français, il est nommé porte-parole de ce dernier pour les affaires étrangères.
Après le retrait soviétique, il devient, en 1995, porte-parole de l'État islamique d'Afghanistan. Après la prise de Kaboul par les talibans, il est nommé, en septembre 1997, vice-ministre des Affaires étrangères du gouvernement en exil. L'assassinat de Massoud, en septembre 2001, fait de lui l'une des trois figures majeures de l'Alliance du Nord, avec le futur ministre de la Défense Mohammed Fahim Khan et le futur ministre de l'Éducation Younous Qanouni.

### Ascension politique

#### Débuts

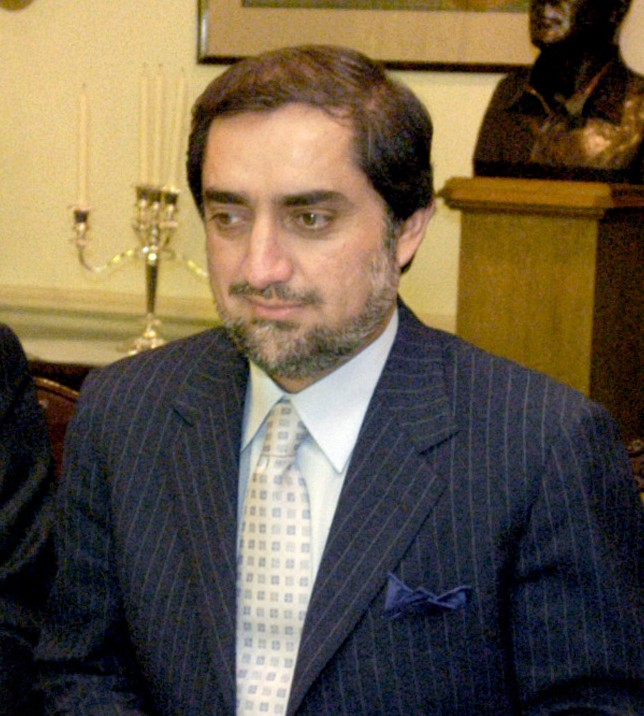
Abdullah Abdullah en 2004.

À la suite des accords de Bonn de décembre 2001, qui font suite à la chute des talibans renversés par l'armée américaine, Abdullah Abdullah est nommé ministre des Affaires étrangères du gouvernement intérimaire, dirigé par Hamid Karzai. Il est confirmé dans ses fonctions au sein de l'administration de transition lors de la Loya Jirga convoquée d'urgence en juin 2002. Il est ensuite l'un des rares à être reconduit dans ses fonctions après l'élection présidentielle de 2004 qui a vu la victoire de Karzaï, poste qu'il conserve jusqu'au 20 avril 2005, date à laquelle il est remplacé par Rangin Dadfar Spanta.

#### Élection présidentielle de 2009

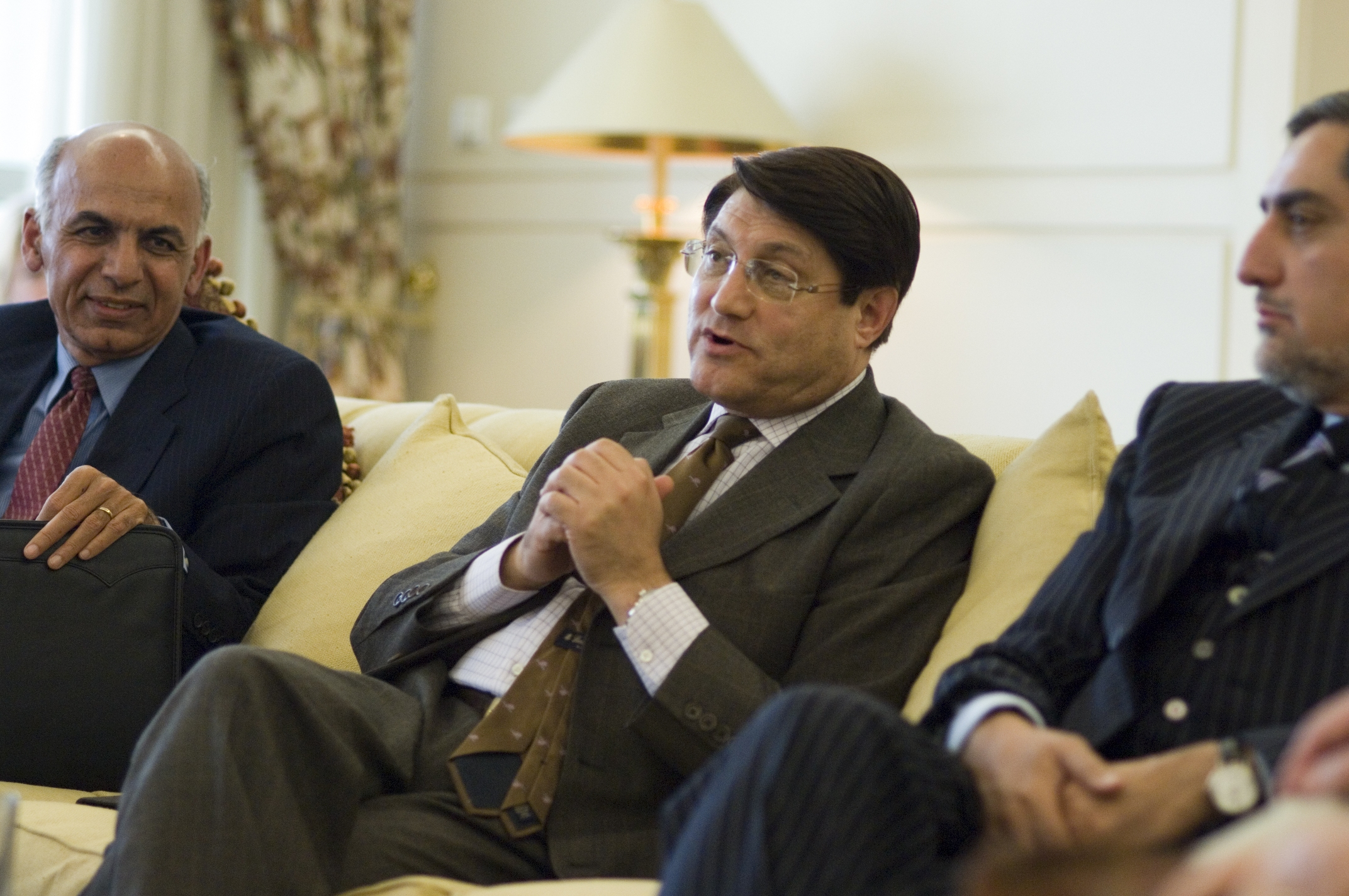
De gauche à droite : Ashraf Ghani, Anwar ul-Haq Ahady et Abdullah Abdullah, en 2009.

Il se présente à l'élection présidentielle de 2009, contre le président sortant Hamid Karzai. Candidat du Front national uni, dominé par les Tadjiks, il obtient au premier tour 30,59 % des voix, selon la Commission électorale indépendante. Un second tour est prévu le 7 novembre, mais invoquant l'ampleur des fraudes constatées au premier tour, Abdullah Abdullah renonce à ce duel qu'il considère comme perdu d'avance.
Le « prix MEDays 2010 », la plus haute distinction attribuée par le Forum international MEDays, organisé par l'Institut Amadeus, à une personnalité politique ou de la société civile ayant, par son action, joué un rôle déterminant dans la construction de la démocratie ou le développement économique dans le monde, a été remis en novembre 2010 à Abdullah Abdullah pour son courage et son obstination à œuvrer pour la démocratie et le pluralisme politique en Afghanistan.

#### Élection présidentielle de 2014
Lors de l'élection présidentielle de 2014, Abdullah Abdullah arrive largement en tête du premier tour avec 45 % des suffrages exprimés, notamment devant l'économiste Ashraf Ghani, qui recueille 31,6 %. Zalmaï Rassoul, un proche du président Hamid Karzaï considéré comme le candidat du pouvoir sortant, n'obtient que 11,5 %, selon les résultats diffusés par la Commission électorale indépendante.
Le second tour se déroule le 14 juin entre Abdullah et Ghani. Le 7 juillet, les premiers résultats annoncés par la Commission électorale indépendante donnent Ghani vainqueur avec 56,4 % des voix, face à Abdullah Abdullah, qui est crédité de 43,6 %, soit un score inférieur à celui du premier tour. Abdullah refuse de reconnaître sa défaite et l'Afghanistan connaît alors une période de crise politique. Le 20 septembre suivant, après trois mois de crise, les deux hommes trouvent un accord afin de se partager le pouvoir.

### Figure de la République islamique

#### Chef de l’exécutif

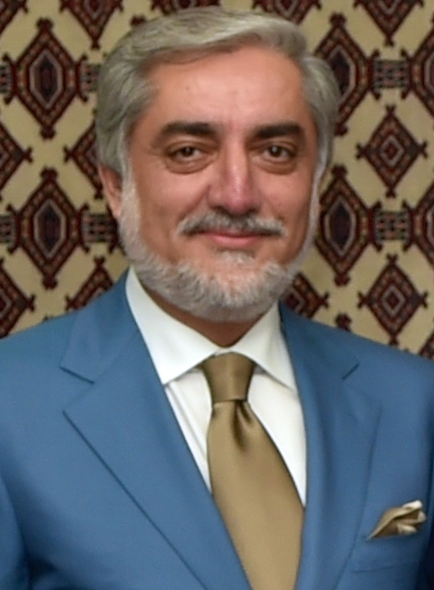
Abdullah Abdullah en 2014.

Le 29 septembre 2014, alors que Ghani est investi président de la République, Abdullah Abdullah devient chef de l'exécutif.

#### Élection présidentielle de 2019
Le 30 septembre 2019, tout comme le colistier du président sortant, il revendique la victoire à l'élection présidentielle. 
Le 18 février 2020, la Commission électorale afghane annonce que le président sortant, Ashraf Ghani, est vainqueur avec 50,64 % des voix. Abdullah Abdullah refuse de reconnaître les résultats, qu'il juge frauduleux, et forme un gouvernement parallèle. Ashraf Ghani et Abdullah Abdullah prêtent tous deux serment de leur côté le 9 mars, chacun dans une aile du palais présidentiel.

#### Haut Conseil pour la réconciliation nationale
Le 17 mai 2020, le gouvernement officiel et le gouvernement parallèle signent un accord de partage du pouvoir, afin de mettre fin à la crise post-électorale, et ainsi améliorer les négociations et la lutte contre les talibans (relancée par les attentats du 12 mai 2020 en Afghanistan, qui sont cependant probablement le fait de l'État islamique) et la pandémie de Covid-19. L'accord prévoit d'accorder la moitié des postes du gouvernement aux membres de l'ancien gouvernement parallèle, dont la présidence du Haut Conseil pour la réconciliation nationale à Abdullah, en raison de son expérience en tant que diplomate, et la tête des Forces armées afghanes au général Dostum, qui l'avait rejoint.
À partir de septembre 2020, conformément au compromis trouvé avec le président Ghani, Abdullah Abdullah mène les pourparlers de paix avec les talibans à Doha (Qatar), où a déjà été signé un accord de paix en février précédent. En avril 2021, poursuivant la politique de son prédécesseur Donald Trump, le nouveau président des États-Unis, Joe Biden, annonce le retrait de l’ensemble des troupes de son pays engagées dans la guerre d'Afghanistan. Cette décision conduit à une offensive d’ampleur des talibans. Jusqu’en juillet 2021, Abdullah assure publiquement que ceux-ci ne peuvent gagner le conflit.

### Rôle sous l'émirat islamique d'Afghanistan

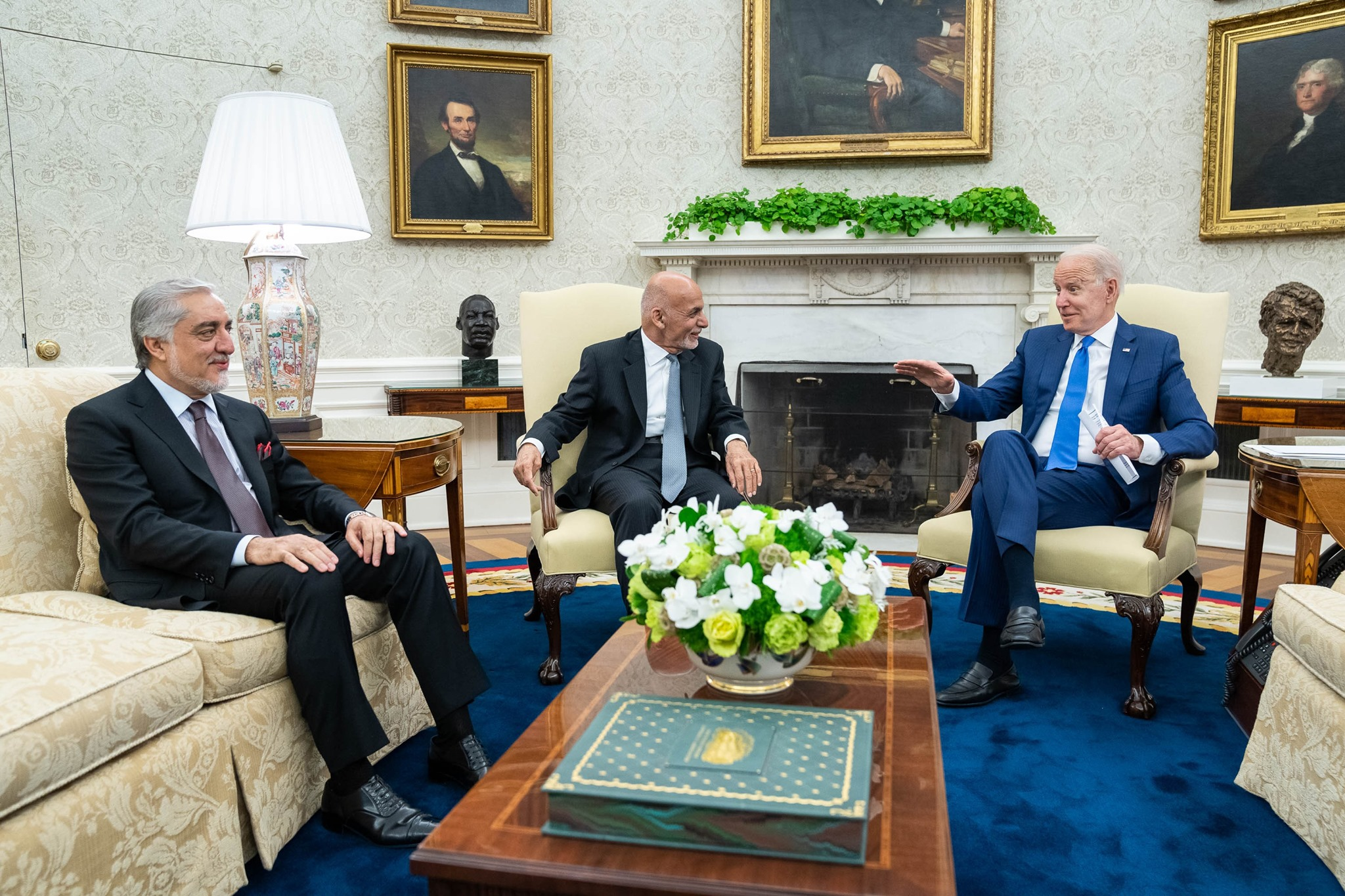
Abdullah Abdullah et Ashraf Ghani rencontrant le président des États-Unis, Joe Biden, après son annonce du retrait des troupes américaines d'Afghanistan, conduisant à une offensive des talibans et au rétablissement de l'émirat islamique.

La percée des talibans aboutit le 15 août 2021 au départ en exil du président Ghani, à la chute de Kaboul et au rétablissement de l'émirat islamique d'Afghanistan. Abdullah Abdullah déclare alors que « Dieu demandera des comptes » au président en fuite et que le peuple afghan se chargera de « son jugement ».
Le même jour, l'ancien président Hamid Karzai annonce qu'il forme un conseil de coordination avec Abdullah Abdullah et Gulbuddin Hekmatyar, ancien Premier ministre et dirigeant du parti Hezb-e-Islami, l’objectif affiché de cette démarche étant d'assurer une transition pacifique du pouvoir. Comme Amrullah Saleh, autoproclamé président de la république islamique d'Afghanistan par intérim, ou Ahmad Massoud, qui résiste dans la vallée du Panchir, Abdullah Abdullah défend alors l'idée d’élections pour départager les différentes parties au conflit, mais les talibans s’y opposent au motif que l'unique fondement du régime est la charia.